# 권용환
권용환은 대한민국의 배우이다.

## 영화
- (2016년) 《검사외전》 - 현석패거리 덩치 3 역